# Onkuisheid

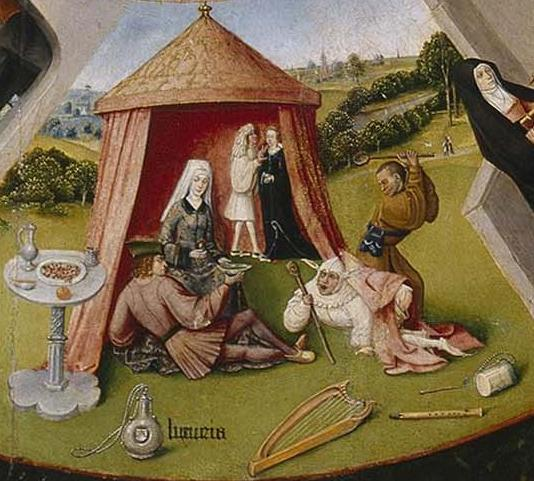
Afbeelding van onkuisheid op het schilderij De Zeven Hoofdzonden van Jheronimus Bosch

Onkuisheid is een handeling of uiting die ingaat tegen de seksuele moraal. Het gaat van onkuise gedachten tot onkuise handelingen.
Onkuisheid (Luxuria) is in het christendom een van de zeven hoofdzonden. Ook in de tien geboden wordt gewaarschuwd voor onkuisheid.